# ريان ويليام
ريان ويليام (بالإنجليزية: Ryan Hale)‏ هو لاعب كرة قدم أمريكية أمريكي، ولد في 10 يوليو 1975 في روجرز في الولايات المتحدة.

## وصلات خارجية
- ريان ويليام على موقع مرجع كرة القدم المحترفة.كوم (الإنجليزية)